# 达根汉姆和雷德布里奇足球俱乐部
杜根咸及紅橋足球會（英語：Dagenham & Redbridge F.C.）是位于英格兰大伦敦地区的達格納姆的足球俱乐部，於2009/10年球季透過附加賽升班至英格蘭甲級聯賽，但僅一年後即降班返回英格蘭乙級聯賽作賽。現於英格蘭足球全國聯賽作賽。

## 歷史
俱乐部的历史可以追溯到四支业余俱乐部的合并:「伊尔福德」（Ilford，成立于1881年）、「雷顿斯通」（Leytonstone，1886年）、「沃尔瑟姆斯托道」（Walthamstow Avenue，1900年）和「达根汉姆」（Dagenham，1949年）。上述球队都在不同时期取得过一些成绩，特别是「雷顿斯通」，曾 3 次赢得过英格兰足总业余杯，9 次夺得过依斯米安联赛的冠军头衔。
首先在1979年，「伊尔福德」和「雷顿斯通」合并成立了「伊尔福德-雷顿斯通」（Leytonstone-Ilford），在1988年球队吸收了处于困境中的「沃尔瑟姆斯托道」并且将队名改为「雷德布里奇森林」（Redbridge Forest）。「雷德布里奇森林」不久就将主场迁往了「达根汉姆」的维多利亚路球场，而且在1991年取得了晋级英格兰全国联赛的资格，最后「雷德布里奇森林」在1992年合并了「达根汉姆」，从而成立了现在的「达根汉姆和雷德布里奇足球俱乐部」。
球會在1996年降入了依斯米安联赛，但是在2000年在此升回全国联赛，并且使球队成为了联赛中最具实力的俱乐部之一，在前三赛季中球队取得了第 3，第 2 和第 5 的成绩，离晋级都只有一步之遥。其中在2002年球队以微弱的劣势排在波士顿联之后，而在波士顿夺冠的赛季中，球队违反足球条例引进球员，最终波士顿被处以罚分，但保住了冠军头衔和晋级资格，达根汉姆和雷德布里奇在波士顿遭罚分后仍然未能超越波士顿的积分，则失去了晋级机会。
在之后的 2002-03 年赛季中达根汉姆和雷德布里奇取得了联赛第 5 名，取得了参加全国联赛首个附加赛的资格，在半决赛中球队十二碼大战淘汰了莫克姆，在全国联赛附加赛决赛中面对，在0-2落后的情况下追至2-2平，但在加时赛中被金球所淘汰。
至此之后球队一直在联赛中挣扎，2003-04 年、2004-05 年和2005-06 年赛季球队都处于联赛中游水平，在2004年2月27日球队0-9惨败给靴尔福特，这也打平了全国联赛最悬殊比分的纪录。

## 大事紀年
| 年 份     | 事 項                                                                          | 事 項                                                                                     |
| --------- | ------------------------------------------------------------------------------ | ----------------------------------------------------------------------------------------- |
|           | 杜根咸（Dagenham）                                                             | 紅橋森林（Redbridge Forest）                                                                      |
| 1907-08年 |                                                                                | 前身球隊雷頓斯通（Leytonstone）成為斯巴達聯賽（Spartan League）創始成員                   |
| 1908-09年 |                                                                                | 參加依斯米安联赛（Isthmian League）。依斯米安联赛亞軍                                     |
| 1910-11年 |                                                                                | 依斯米安联赛亞軍                                                                          |
| 1912-13年 |                                                                                | 依斯米安联赛亞軍                                                                          |
| 1919年    |                                                                                | 贏取緊急依斯米安联赛競賽（emergency Isthmian League Competition）                         |
| 1932-33年 |                                                                                | 依斯米安联赛亞軍                                                                          |
| 1937-38年 |                                                                                | 依斯米安联赛冠軍                                                                          |
| 1938-39年 |                                                                                | 依斯米安联赛冠軍（第二次）                                                                |
| 1946-47年 |                                                                                | 依斯米安联赛冠軍（第三次）。足總業餘盃冠軍                                                |
| 1947-48年 |                                                                                | 依斯米安联赛冠軍（第四次）。足總業餘盃冠軍（第二次）                                      |
| 1949-50年 | 都會及地區聯賽（Metropolitan & District League）創始成員。都會及地區聯賽亞軍   | 依斯米安联赛冠軍（第五次）                                                                |
| 1950-51年 | 都會及地區聯賽冠軍                                                             | 依斯米安联赛冠軍（第六次）                                                                |
| 1951-52年 | 特耳非聯賽（Delphian League）創始成員。特耳非聯賽亞軍                          | 依斯米安联赛冠軍（第七次）                                                                |
| 1952-53年 | 特耳非聯賽冠軍                                                                 |                                                                                           |
| 1953-54年 | 特耳非聯賽亞軍                                                                 |                                                                                           |
| 1954-55年 | 特耳非聯賽亞軍                                                                 |                                                                                           |
| 1955-56年 | 特耳非聯賽冠軍（第二次）                                                       |                                                                                           |
| 1956-57年 | 特耳非聯賽冠軍（第三次）                                                       |                                                                                           |
| 1957-58年 | 參加哥林斯聯賽（Corinthian League）                                            |                                                                                           |
| 1958-59年 | 哥林斯聯賽冠軍                                                                 |                                                                                           |
| 1961-62年 |                                                                                | 依斯米安联赛亞軍                                                                          |
| 1963-64年 | 哥林斯聯賽解散，參加雅典聯賽（Athenian League）                                |                                                                                           |
| 1965-66年 |                                                                                | 依斯米安联赛冠軍（第八次）                                                                |
| 1967-68年 | 雅典聯賽亞軍                                                                   | 足總業餘盃冠軍（第三次）                                                                  |
| 1969-70年 | 足總業餘盃亞軍                                                                 |                                                                                           |
| 1970-71年 | 雅典聯賽冠軍。足總業餘盃亞軍                                                   |                                                                                           |
| 1971-72年 | 雅典聯賽亞軍                                                                   |                                                                                           |
| 1972-73年 | 雅典聯賽亞軍                                                                   |                                                                                           |
| 1973-74年 | 參加新增的依斯米安聯賽乙組。依斯米安聯賽乙組冠軍，升級甲組                     |                                                                                           |
| 1976-77年 | 足總錦標亞軍                                                                   |                                                                                           |
| 1977-78年 | 依斯米安聯賽甲組更名超聯組。依斯米安聯賽超聯組亞軍                             | 依斯米安聯賽甲組更名超聯組                                                                |
| 1978-79年 | 晉級足總錦標四強。依斯米安聯賽超聯組亞軍                                       |                                                                                           |
| 1979年    |                                                                                | 降級依斯米安聯賽甲組。與伊尔福德（Ilford）合併成為雷顿斯通-伊尔福德（Leytonstone-Ilford） |
| 1979-80年 | 足總錦標冠軍                                                                   | 依斯米安聯賽甲組冠軍，升級超聯組                                                          |
| 1981-82年 | 參加聯盟超級聯賽（Alliance Premier League）                                    | 依斯米安聯賽超聯組冠軍                                                                    |
| 1982-83年 | 晉級足總錦標四強                                                               | 依斯米安聯賽超聯組亞軍                                                                    |
| 1983-84年 | 晉級足總錦標四強                                                               |                                                                                           |
| 1985年    |                                                                                | 降級依斯米安聯賽甲組                                                                      |
| 1986-87年 | 聯盟超級聯賽更名協會聯賽（Conference）                                         | 依斯米安聯賽甲組冠軍（第二次），升級超聯組                                                |
| 1988-89年 | 再次參加依斯米安聯賽超聯組                                                     | 依斯米安聯賽超聯組冠軍（第二次）                                                          |
| 1989年    |                                                                                | 吸收沃尔瑟姆斯托道（Walthamstow Avenue），更名紅橋森林（Redbridge Forest）                        |
| 1990-91年 |                                                                                | 依斯米安聯賽超聯組冠軍（第三次）                                                          |
| 1991-92年 |                                                                                | 參加議會聯賽（Conference）                                                                |
|           | 杜根咸及紅橋（Dagenham & Redbridge）                                           |                                                                                           |
| 1992年    | 合併成杜根咸及紅橋（Dagenham & Redbridge）                                     | 合併成杜根咸及紅橋（Dagenham & Redbridge）                                                |
| 1996-97年 | 參加依斯米安聯賽超聯組。足總錦標亞軍                                           | 參加依斯米安聯賽超聯組。足總錦標亞軍                                                      |
| 1999-00年 | 依斯米安聯賽超聯組冠軍                                                         | 依斯米安聯賽超聯組冠軍                                                                    |
| 2000-01年 | 參加議會聯賽（Conference）                                                     | 參加議會聯賽（Conference）                                                                |
| 2001-02年 | 議會聯賽亞軍                                                                   | 議會聯賽亞軍                                                                              |
| 2002-03年 | 議會聯賽排第五位，附加賽準决賽兩回合累計3-3，十二碼3-2擊敗莫克姆，決賽2-3負於  | 議會聯賽排第五位，附加賽準决賽兩回合累計3-3，十二碼3-2擊敗莫克姆，決賽2-3負於             |
| 2005-06   | 議會聯賽更名議會全國聯賽（Conference National）                                | 議會聯賽更名議會全國聯賽（Conference National）                                           |
| 2006-07年 | 議會全國聯賽冠軍，升級英乙                                                     | 議會全國聯賽冠軍，升級英乙                                                                |
| 2009-10年 | 英乙排第七位，附加賽準決賽兩回合累計7-2淘汰莫克姆，溫布萊決賽3-2擊敗，升班英甲 | 英乙排第七位，附加賽準決賽兩回合累計7-2淘汰莫克姆，溫布萊決賽3-2擊敗，升班英甲            |
| 2010-11年 | 英甲排第廿一位，降班英乙                                                       | 英甲排第廿一位，降班英乙                                                                  |
| 2015-16年 | 英乙排第廿三位，降級足球議會全國聯賽                                           | 英乙排第廿三位，降級足球議會全國聯賽                                                      |

## 主場球場

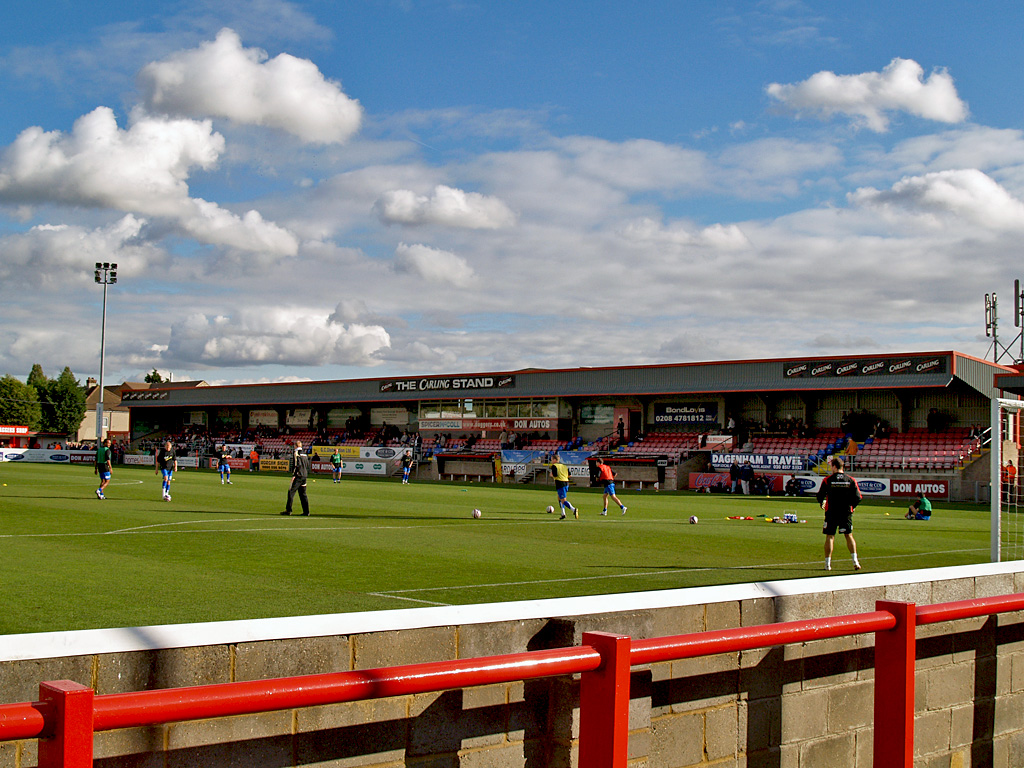
維多利亞路體育場

維多利亞路（Victoria Road）獲冠名贊助稱為「倫敦自治市巴金-達格納姆體育場」（London Borough of Barking & Dagenham Stadium），是杜根咸足球會的主場球場，現時可容6,078名觀眾。
維多利亞路原址早於1917年已由相鄰的銀器工廠平整為足球場供廠隊進行比賽，但直到杜根咸在1955年遷入後才略具規模。1990年當紅橋森林到來共用球場，維多利亞路再作改善，達到足球議會聯賽要求的規格。1992年兩會合併成杜根咸及紅橋足球會。2001年於新建的｢加寧看台｣（Carling Stand）落成及連串改善工程後，維多利亞路達到足球聯賽的球場規格。
2015年1月31日，位於主場家庭看台的壁畫紀念球隊於2010年在温布萊球場決賽以3-2擊敗取得附加賽冠軍升班英甲正式揭幕，畫中人物包括揭幕嘉賓名宿，首名英足聯球隊的亞裔隊長，安瓦尔·乌丁（Anwar Uddin）、南非球員马克·阿贝尔（Mark Arber）和射入奠勝球的乔恩·努尔塞（Jon Nurse）。

## 荣誉

舊會徽

- 英格蘭乙級聯賽附加賽
  - 冠軍：2009/10年；
- 英格兰足总锦标
  - 亚军：1997年；
- 埃塞克斯青年杯
  - 冠軍：1998年、2001年；
  - 亚军：2002年；
- 依斯米安联赛超级组
  - 冠軍：2000年
- 英格蘭議會全國聯賽
  - 冠軍：2007年；
  - 亚军：2002年；